# Zákányszék
Zákányszék es un pueblo húngaro perteneciente al distrito de Mórahalom, condado de Csongrád-Csanád.

## Superficie
Cuenta con una superficie de 66,09 km².

## Demografía
Hasta 2024 la población era de 2672 habitantes, con una densidad de población de 40,42 hab/km².
| Gráfica de evolución demográfica de Zákányszék entre 2020 y 2024 |
|                                                                  |
| Datos según la Oficina Central de Estadística de Hungría.        |